# Cubillos (Zamora)
Cubillos ist ein nordwestspanischer Ort und eine Gemeinde (municipio) mit 295 Einwohnern (Stand: 2024) im Osten der Provinz Zamora der Autonomen Gemeinschaft Kastilien-León. 

## Lage
Cubillos liegt in der kastilischen Hochebene in einer Höhe von etwa 665 m. Durch die Gemeinde führt die Autovía A-66. Das Stadtzentrum der Provinzhauptstadt Zamora ist nur etwa sieben Kilometer (Fahrtstrecke) in südlicher Richtung entfernt. Das Klima im Winter ist durchaus kalt, im Sommer dagegen warm bis heiß; die eher spärlichen Regenfälle fallen verteilt übers ganze Jahr.

## Bevölkerungsentwicklung
| Jahr      | 1970 | 1981 | 1991 | 2001 | 2011 | 2021 |
| Einwohner | 619  | 523  | 453  | 398  | 354  | 297  |

## Sehenswürdigkeiten
- Kirche Mariä Himmelfahrt (Iglesia de Santa María de la Asunción)

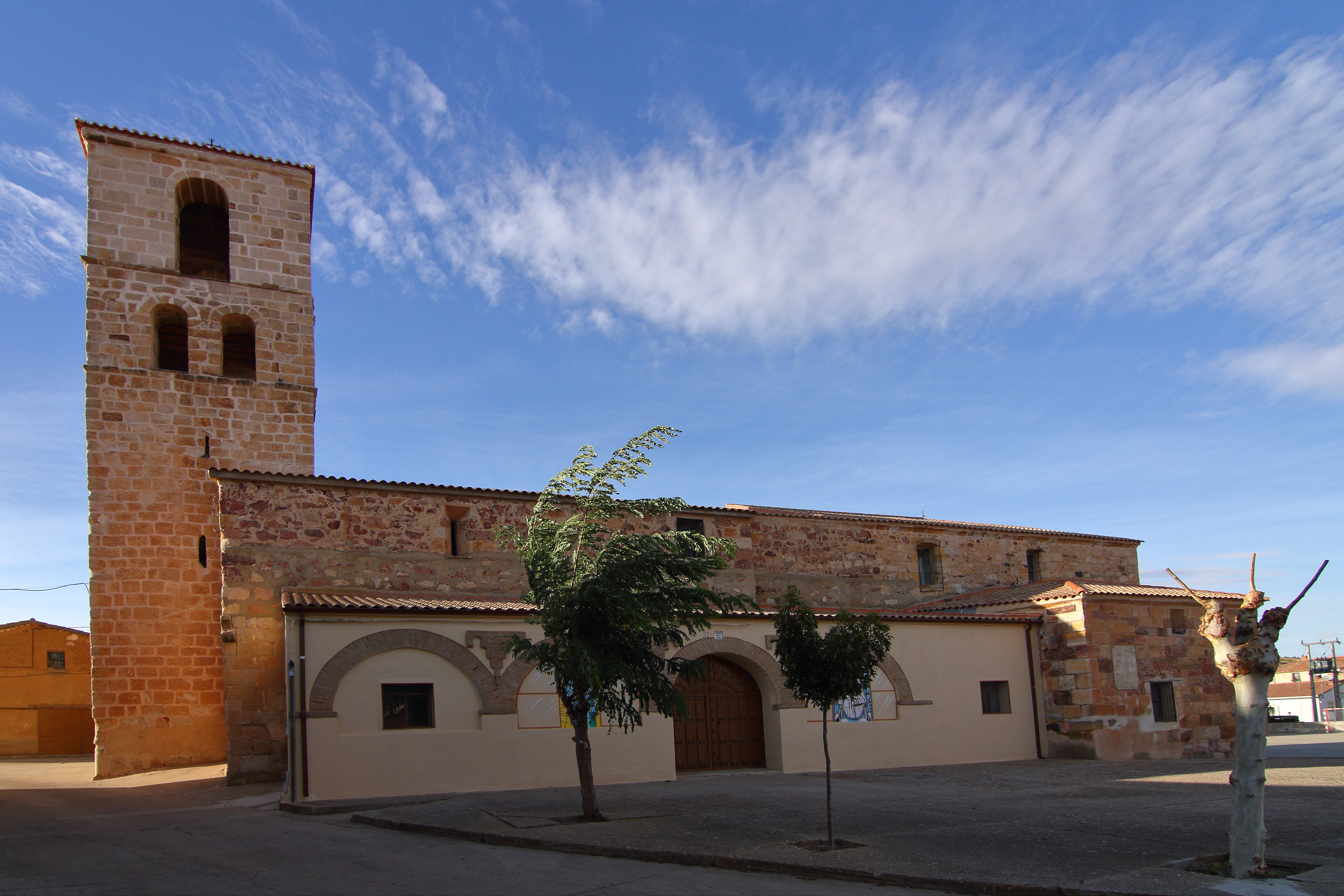
Kirche Mariä Himmelfahrt